# ماريون مانلي
ماريون مانلي (بالإنجليزية: Marion Manley)‏ هي مهندسة معمارية أمريكية، ولدت في 1893 في جنكشن سيتي في الولايات المتحدة، وتوفيت في 1984.